# Pudsey (Leeds)
Pudsey is een plaats in het bestuurlijke gebied Leeds, in het Engelse graafschap West Yorkshire. In 2001 telde het plaats 22473 inwoners.